# Bahrain 6-timmars

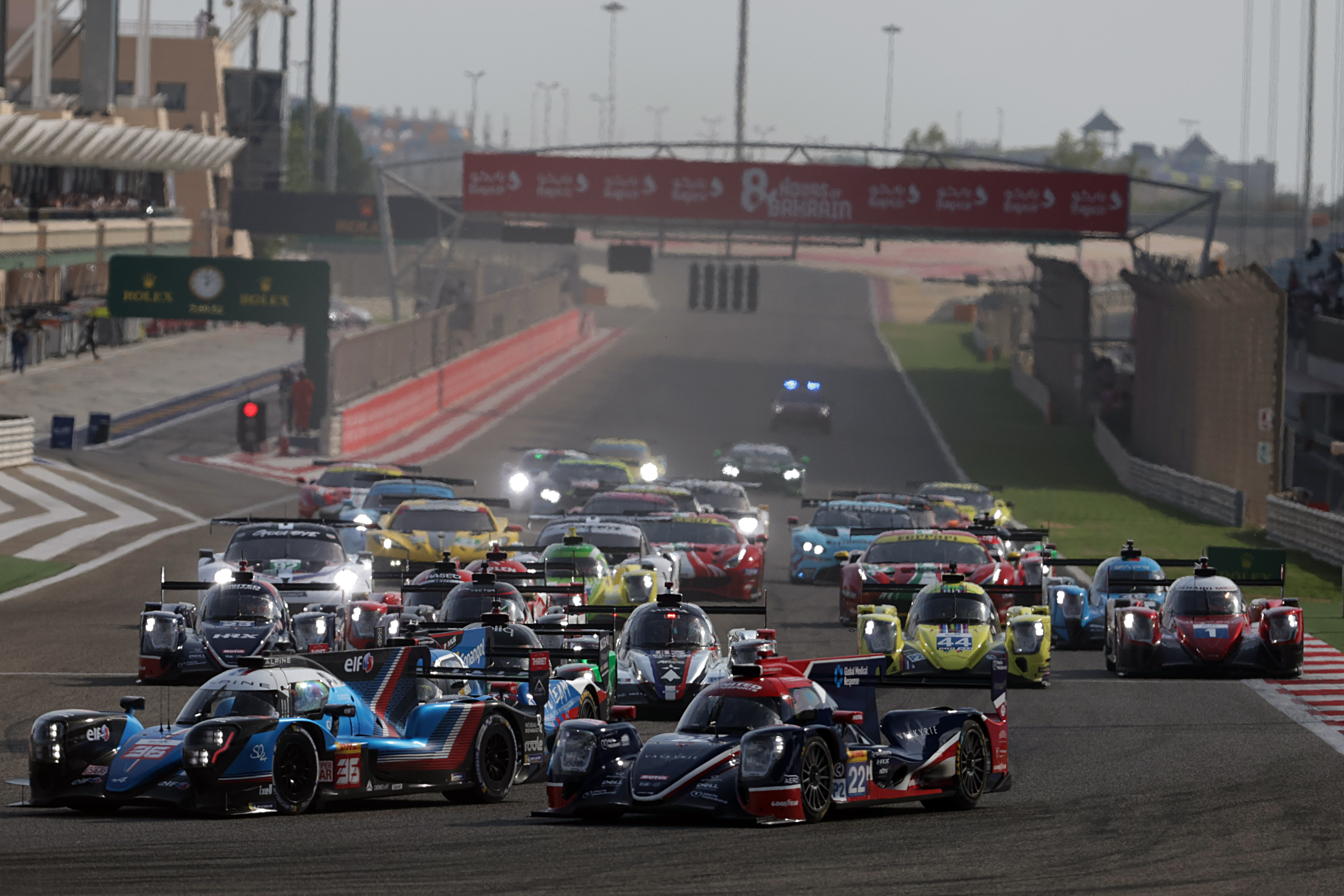
Bahrain 8-timmars 2022.

Bahrain 6-timmars är en långdistanstävling för sportvagnar som körs på Bahrain International Circuit i Bahrain.

## Vinnare
| År        | Förare                                             | Bil                     | Distans        | Mästerskap                       |                |
| --------- | -------------------------------------------------- | ----------------------- | -------------- | -------------------------------- | -------------- |
| 2005      | Christophe Bouchut Antonio García                  | Aston Martin DBR9       | 3 timmar       | FIA GT Championship              |                |
| 2006-2011 | Inga tävlingar                                     | Inga tävlingar          | Inga tävlingar | Inga tävlingar                   | Inga tävlingar |
| 2012      | André Lotterer Benoît Tréluyer Marcel Fässler      | Audi R18 e-tron quattro | 6 timmar       | FIA World Endurance Championship |                |
| 2013      | Sébastien Buemi Anthony Davidson Stéphane Sarrazin | Toyota TS030 Hybrid     | 6 timmar       | FIA World Endurance Championship |                |
| 2014      | Mike Conway Stéphane Sarrazin Alexander Wurz       | Toyota TS040 Hybrid     | 6 timmar       | FIA World Endurance Championship |                |
| 2015      | Romain Dumas Neel Jani Marc Lieb                   | Porsche 919 Hybrid      | 6 timmar       | FIA World Endurance Championship |                |
| 2016      | Loïc Duval Lucas di Grassi Oliver Jarvis           | Audi R18                | 6 timmar       | FIA World Endurance Championship |                |
| 2017      | Sébastien Buemi Anthony Davidson Kazuki Nakajima   | Toyota TS050 Hybrid     | 6 timmar       | FIA World Endurance Championship |                |
| 2018      | Ingen tävling                                      | Ingen tävling           | Ingen tävling  | Ingen tävling                    |                |
| 2019      | Mike Conway Kamui Kobayashi José María López       | Toyota TS050 Hybrid     | 8 timmar       | FIA World Endurance Championship |                |
| 2020      | Mike Conway Kamui Kobayashi José María López       | Toyota TS050 Hybrid     | 8 timmar       | FIA World Endurance Championship |                |
| 2021      | Sébastien Buemi Brendon Hartley Kazuki Nakajima    | Toyota GR010 Hybrid     | 8 timmar       | FIA World Endurance Championship |                |
| 2022      | Mike Conway Kamui Kobayashi José María López       | Toyota GR010 Hybrid     | 8 timmar       | FIA World Endurance Championship |                |
| 2023      | Sébastien Buemi Brendon Hartley Ryō Hirakawa       | Toyota GR010 Hybrid     | 8 timmar       | FIA World Endurance Championship |                |
| 2024      | Sébastien Buemi Brendon Hartley Ryō Hirakawa       | Toyota GR010 Hybrid     | 8 timmar       | FIA World Endurance Championship |                |